# Эгли (город)
Эгли (фр. Égly) — небольшой город во Франции, расположенный в 32 км к юго-западу от Парижа в департаменте Эсон в регионе Иль-де-Франс.

## История
Название Эгли восходит к XII веку, когда была построена одноимённая церковь. Именно наличие церкви указывает на происхождение данного названия. В документе, датированном 1100 годом, упоминается Бушар де Вогринёз, владелец земли в Эгли.
Примерно в 1200 году упоминается Иоланда де Куси, которая была помещицей Эгли и де Буасси. Она пожертвовала этим двум деревням несколько акров земли.
С 1865 года город обслуживается железнодорожной линией Париж — Тур, которая проходила до Дурдана и Вандома, а около 1890 года была создана железнодорожная станция Эгли-Олленвиль.
В 1930-х годах в этом городке проживало от 300 до 350 жителей, а после Второй мировой войны он быстро разросся.
В городе сейчас три района:
- старый центр, построенный вокруг церкви и ратуши,
- дома, расположенные недалеко от города Арпажон
- дома, расположенные неподалеку от деревушки Виллелуветт.

## Местная культура и наследие

### Церковь

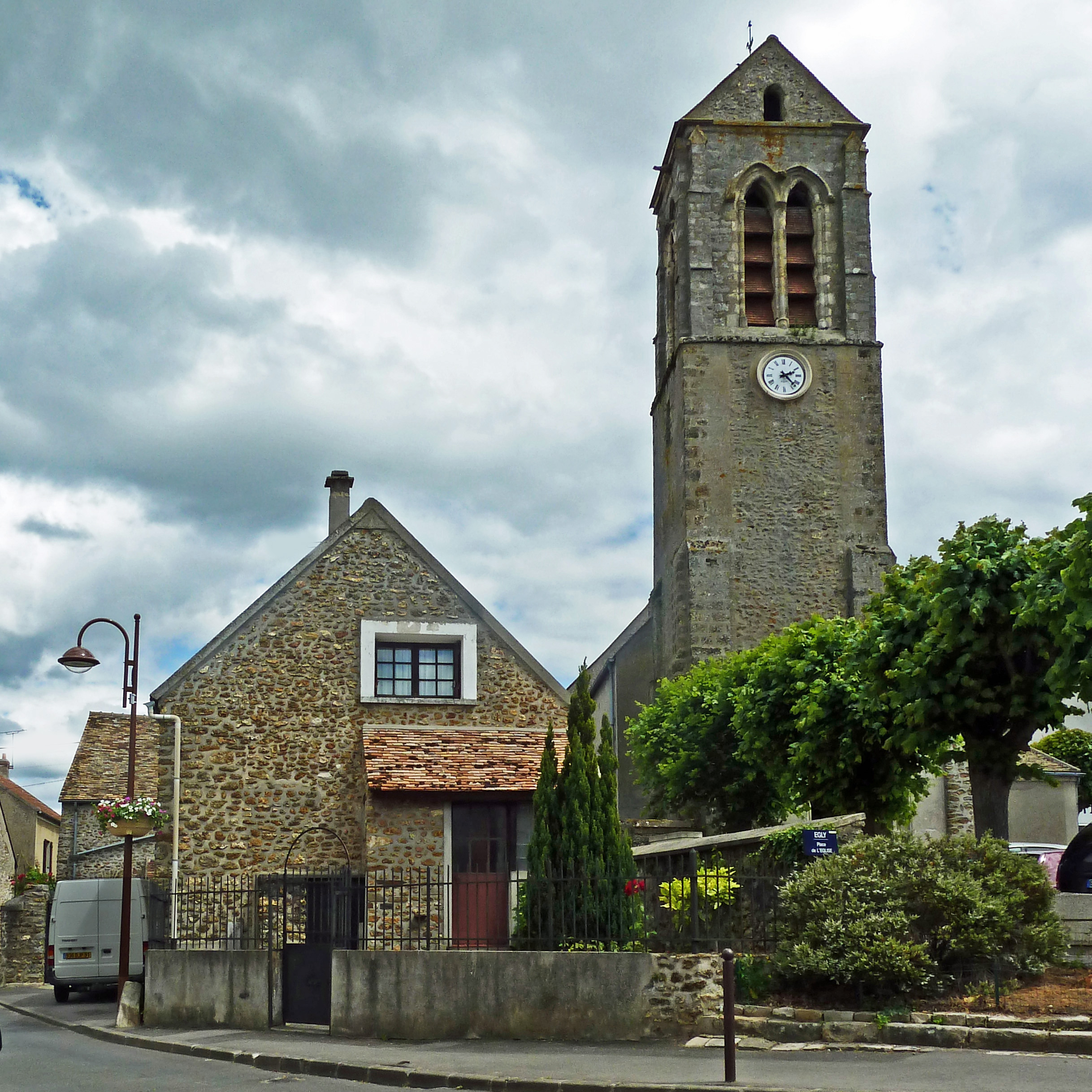
Церковь Святых Петра и Павла

Католический приход Эгли присоединен к пастырскому сектору Труа-Валле-Арпажон и епархии Эври-Корбей-Эссонн. Здесь есть церковь Святых Петра и Павла.

### Архитектурное наследие
6 ноября 1929 года колокольня церкви Святых Петра и Павла XIII века была внесена в список Исторических памятников Франции.
Три старых прачечных, расположенных вдоль реки Орж, добавляют очарования месту: первая расположена под дорогой к городу Дурдан, вторая — по улице дю Мулен, а третья — в деревне Виллелуветт.
Замок Виллелуветт, XIX века, является архитектурной достопримечательностью, он был приобретен муниципалитетом Монруж в 1962 году.

### Экологическое наследие
Берега реки Орж и леса, расположенные к западу от города, были определены Генеральным советом Эсона как «уязвимые природные зоны» (статус, присваиваемый территориям, природный характер которых находится под угрозой или является уязвимым).

## Транспортное сообщение

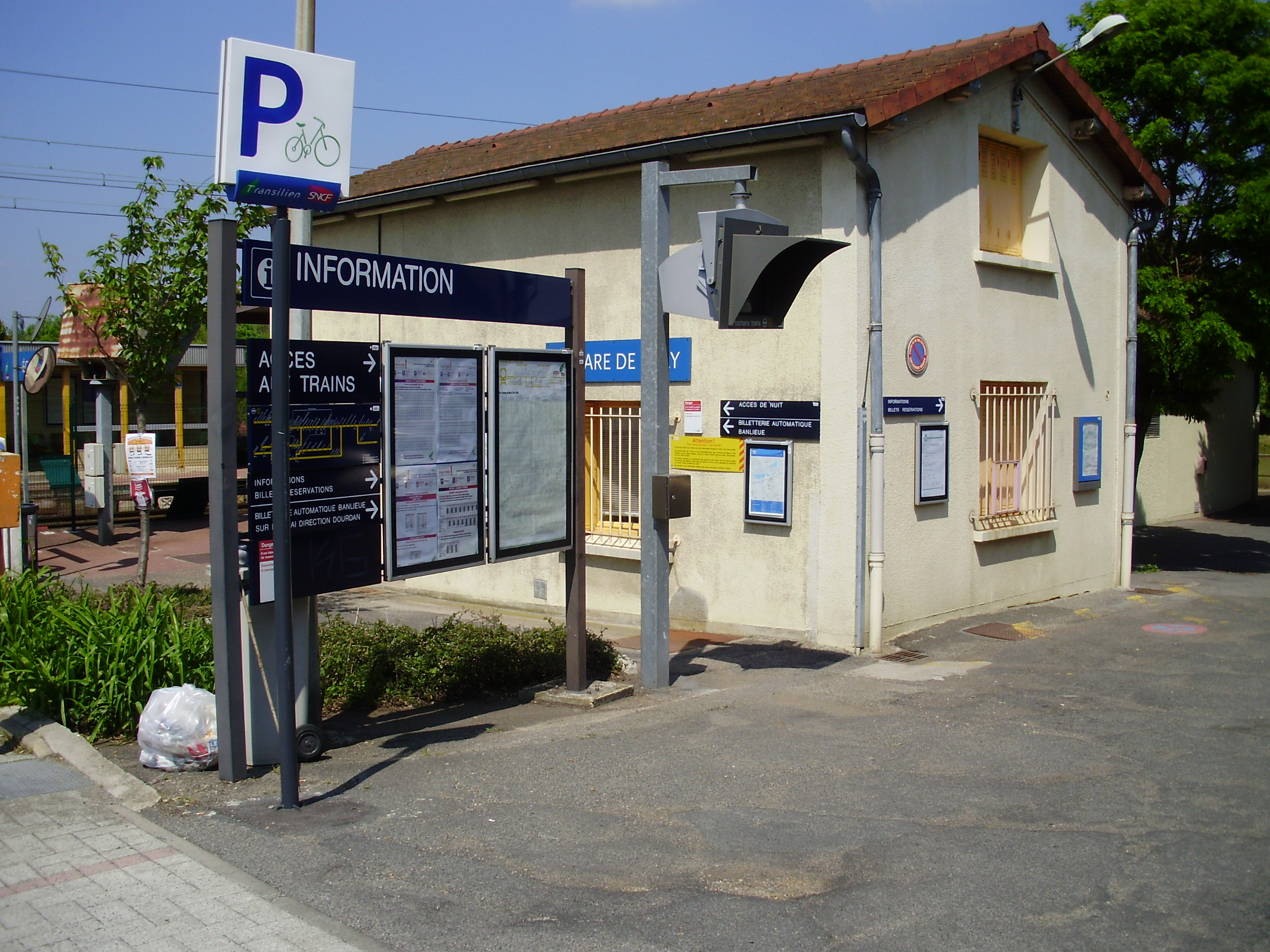
Станция Эгли

На территории муниципалитета находится железнодорожная станция Эгли (Égly), обслуживаемая линией С RER регионального экспресс-метро Иль-де-Франс.
Станция Arpajon (линия C RER) обслуживает часть территории Эгли (Восточный район).
Станция Breuillet Bruyères le Chatel (C RER) также обслуживает часть территории муниципалитета (деревня Villelouvette).
Коммуну Эгли пересекает национальная дорога N20, которая соединяет Париж с Испанией (участок Париж — Орлеан).